# 辻永遠
辻 永遠（つじ とうわ、2000年1月26日 - ）は、日本のプロボクサー。大阪府堺市出身。勝輝ボクシングジム所属。第6代日本フェザー級ユース王者。

## 来歴
興國高校卒業。
2020年12月19日のプロデビュー戦は3回TKO勝ち。
その後2023年12月17日、住吉区民センターにて開催された「YOU WILL BE THE CHAMPION18」で岡本恭佑と日本ユースフェザー級王座決定戦を行い、3回2分9秒TKO勝ちで日本ユース王座獲得。
翌2024年5月1日付で日本ユースフェザー級王座返上。

## 戦績
- アマ戦績25戦22勝(15RSC)3敗
- プロ戦績9戦8勝(6KO)1敗

## 獲得タイトル
- 第6代日本フェザー級ユース王座（防衛0=返上）